# Gregorač
Gregorač je priimek v Sloveniji, ki ga je po podatkih Statističnega urada Republike Slovenije na dan 1. januarja 2010 uporabljalo 27 oseb in je med vsemi priimki po pogostosti uporabe uvrščen na 11.038. mesto.

## Znani nosilci priimka
- Ignac Gregorač - Vid (1916—2016), arhitekt, partizan, publicist
- Janez Gregorač (1925—2001), psiholog
- Marjeta Gregorač (*1950), igralka
- Mitja Gregorač (1921—1997), pevec tenorist
- Vera Ivanšek Gregorač  (1921—1999), slovenistka, pedagoginja/didaktičarka, prevajalka
- Vid Gregorač (*1949), geolog, pedagog, publicist
- Viktor Gregorač (1920—1942), pesnik, pisatelj, slikar, talec